# Cephalops pulvillatus
Cephalops pulvillatus är en tvåvingeart som först beskrevs av Kertesz 1915.  Cephalops pulvillatus ingår i släktet Cephalops och familjen ögonflugor. Inga underarter finns listade i Catalogue of Life.